# プリティ・ウーマン
『プリティ・ウーマン』（原題: Pretty Woman）は、1990年公開のアメリカ映画である。リチャード・ギアとジュリア・ロバーツが主演するロマンティック・コメディ。監督はゲイリー・マーシャル。また、ロイ・オービソンの「オー・プリティ・ウーマン」が主題歌に起用されリバイバルヒットとなった。『マイ・フェア・レディ』を下敷きにした現代版ストーリーである。
1990年度全米興行収入第1位。ロバーツは、この作品でゴールデングローブ賞 主演女優賞（ミュージカル・コメディ部門）を受賞した。
劇中で見事なボディを披露しているロバーツだが、実際はボディダブルが多用されている。この映画は、ボディダブルの重要性や必要性を再認識させた映画であり、ロバーツをハリウッドのトップスターに押し上げた、彼女の出世作である。

## ストーリー
「ウォール街の狼」と呼ばれる実業家と売春婦が出会い、次第に惹かれ合う姿を描いたアメリカ的シンデレラストーリー。
売春婦のヴィヴィアン・ワードはサイハイ合皮ブーツのファスナーを上げるがなまくらになったので安全ピンで応急処置をし、濃いめの化粧をして夜の勤めの準備をする。
一方、ビバリーヒルズでの友人のホームパーティーに招かれた実業家のエドワード・ルイスは、パーティーを抜け出さなければならなくなり、顧問弁護士のスタッキーのロータス・エスプリを借り出し運転する。
ところが、慣れないマニュアルシフト操作に手こずった上に道に迷い、ハリウッドの繁華街の路肩に車を止める。そのとき、路上で通行者の品定めをしていたヴィヴィアンに声をかけられ、仕方なく10ドルで同乗してビバリーウィルシャー・ホテルまで道案内を頼むが、釣りがないとの理由で20ドル巻き上げられ、途中からは運転を任せることにする。「夜の相場は1時間で100ドル」と吹っ掛けるヴィヴィアンに「嘘だろ。靴を安全ピンで止めてるくせに」とやり返す。ホテルに着き、「バスで“オフィス”へ戻る」と言うヴィヴィアンが気になったエドワードは「少し寄っていかないか？」と誘う。
ペントハウスでシャンパンとイチゴでもてなすエドワードにヴィヴィアンは「演出は最高だけど料金は1時間分よ。早く始めない？」と言う。エドワードは「時間が気になるなら楽にしよう」と言い、1晩300ドルで相手を頼む。
翌朝、買収予定の会社のモース社長と対談することになり、弁護士から「女性を連れて会食しろ」とアドバイスを受けたエドワードは、ヴィヴィアンとロサンゼルス滞在中の6日間を3000ドルで契約する。10億ドルで買収した会社を分割して売却して儲けるというエドワードに、ヴィヴィアンは「盗んだ車のパーツを売るのと一緒ね」と言う。
ヴィヴィアンはエドワードから渡されたお金で会食用のカクテルドレスを超高級店が集まるロデオドライブに買いに行ったものの、短パンで太ももを露わにした派手かつ煽情的な装いのせいで高級ブティックでは購入を断られて悔しくてホテルで涙する。本音では出入りして貰いたくないが上客の同伴者として対応に苦慮していた支配人トンプソンがホテル内の婦人服店へ連絡し、ドレスを買うことに成功する。
トンプソンからテーブルマナーも学び、ドレスと宝飾店からレンタルしたハイジュエリーを身につけてディナーに臨むヴィヴィアン。モース社長が激怒したことで会食は終了したが、ヴィヴィアンはエドワードに「問題は、あなたがモース社長を好きなことよ」と核心を突く。エドワードは「僕らは似た者同士だね。金のためなら割り切れる」と返す。
エドワードの行動に危機感を感じたスタッキーはヴィヴィアンをスパイと疑い、エドワードに忠告したことからエドワードは「心配要らない」と、彼に彼女の素性をばらしてしまう。ヴィヴィアンの素性を知った弁護士は彼女を売春婦として蔑んだ扱いをする。傷つき契約金を請求するが、受け取らないで出て行こうとするヴィヴィアンをエドワードは引き止め、二人は過去を慰め合う。
翌日、エドワードは仕事を休み、ヴィヴィアンと二人でオペラや散歩を楽しむ。
約束の6日目がやってきたとき、彼女を手放せなくなっていたエドワードは、愛人として生活の援助を申し出る。しかし本気で彼を愛してしまったヴィヴィアンは「幼い頃から、白馬にまたがった騎士が助けにきてくれることを夢見ていた」と嘆き、援助を断る。
エドワードはモース社の買収を中止し、業務提携する方針に変更する。スタッキーは10億ドルの儲けがフイになった腹立ち紛れにホテルを訪れ、ヴィヴィアンに「一発ヤラせろ」と迫る。そのとき、エドワードが帰宅しスタッキーを殴り部屋から追い出す。エドワードは妻と離婚し、恋人とも別れたばかりで「自分には女性を不幸にする才能がある。生活の援助が僕にできる最大のことだ」とヴィヴィアンに告げる。ヴィヴィアンはエドワードと世話になった支配人に別れを告げて、ホテルを出る。支配人はリムジンを手配し、自宅まで送る。
翌日、ホテルを出るエドワードに支配人は「昨日、リムジンでヴィヴィアンさんを送りました」と間接的に場所を教える。
サンフランシスコで真っ当な仕事を見つけ、高校をきちんと卒業しようと決心したヴィヴィアンがアパートを出たとき、赤いバラの花束を手にしてエドワードが迎えに来た。

## 出演
| 役名                       | 俳優                         | 日本語吹替                                                                    | 日本語吹替 | 日本語吹替                                                     | 日本語吹替 | 日本語吹替 |
| 役名                       | 俳優                         | ソフト版                                                                      | フジテレビ版 | TBS版                                                          | テレビ朝日版 | 機内上映版 |
| -------------------------- | ---------------------------- | ----------------------------------------------------------------------------- | --- | -------------------------------------------------------------- | --- | ---------- |
| エドワード・ルイス         | リチャード・ギア             | 小川真司                                                                      | あおい輝彦 | 石田純一                                                       | 山寺宏一 |            |
| ヴィヴィアン・ワード       | ジュリア・ロバーツ           | 戸田恵子                                                                      | 高島雅羅 | 浅野ゆう子                                                     | 深見梨加 | 幸田直子   |
| ジェームズ・モース         | ラルフ・ベラミー             | 村松康雄                                                                      | 富田耕生 | 久米明                                                         | 久米明 |            |
| フィリップ・スタッキー     | ジェイソン・アレクサンダー   | 山下啓介                                                                      | 西村知道 | 野島昭生                                                       | 牛山茂 |            |
| キット・デ・ルカ           | ローラ・サン・ジャコモ       | 松本梨香                                                                      | 金野恵子 | 土井美加                                                       | 岡村明美 |            |
| デヴィッド・モース         | アレックス・ハイド＝ホワイト | 星野充昭                                                                      | 堀内賢雄 | 宮本充                                                         | 真地勇志 |            |
| エリザベス・スタッキー     | エイミー・ヤスベック         | 火野カチコ                                                                    | |                                                                | 金野恵子 |            |
| ブリジット                 | エリノア・ドナヒュー         | さとうあい                                                                    | |                                                                | 寺内よりえ |            |
| バーニー・トンプソン支配人 | ヘクター・エリゾンド         | 吉水慶                                                                        | 阪脩 | 羽佐間道夫                                                     | 麦人 |            |
| 判事                       | ハンク・アザリア             | 秋元羊介                                                                      | |                                                                | |            |
| その他                     | その他                       | 速見圭 仁内建之 藤本譲 東美江 古田信幸 沢木郁也 伊井篤史 高宮俊介 小関一 森一 | 牛山茂 麦人 水野龍司 一城みゆ希 田中敦子 目黒裕一 辻親八 幹本雄之 達依久子 紗ゆり 村山明 藤本譲 秋元千賀子 稲葉実 大山高男 柳沢紀男 種田文子 有馬瑞香 | 寺内よりえ 中村秀利 田中敦子 後藤敦 伊藤和晃 佐藤しのぶ 筒井巧 | 日野由利加 大川透 北村弘一 湯屋敦子 後藤敦 長島雄一 喜田あゆみ 竹村叔子 中庸助 藤生聖子 辻親八 西村知道 園田恵子 重松朋 |            |
| 日本語版制作スタッフ       |                              |                                                                               | |                                                                | |            |
| 演出                       | 演出                         | 小林守夫                                                                      | 小林守夫 | 蕨南勝之                                                       | 佐藤敏夫 | 小林守夫   |
| 翻訳                       | 翻訳                         | 小川裕子                                                                      | 小川裕子 | 小川裕子                                                       | 武満真樹 |            |
| 録音                       | 録音                         | オムニバス・ジャパン                                                          | |                                                                | |            |
| 調整                       | 調整                         | オムニバス・ジャパン                                                          | 栗林秀年 | 荒井孝                                                         | 高久孝雄 |            |
| 効果                       | 効果                         |                                                                               | |                                                                | リレーション |            |
| プロデューサー             | プロデューサー               |                                                                               | 山形淳二 （フジテレビ） |                                                                | 圓井一夫 高橋由佳 |            |
| 解説                       | 解説                         |                                                                               | 高島忠夫 |                                                                | 淀川長治 |            |
| 制作                       | 制作                         | 東北新社 DISNEY CHARACTER VOICES INTERNATIONAL, INC.                          | 東北新社 | 東北新社 TBS                                                   | 東北新社 |            |
| ソフト収録 初回放送        | ソフト収録 初回放送          | VHS・DVD・BD収録 ディレクターズカット版DVDには未収録                          | 1994年4月9日 『ゴールデン洋画劇場』 | 1995年12月29日 ノーカット放送                                  | 1997年5月18日 『日曜洋画劇場』 ※ステレオ制作                                                                            |            |

## 製作
オリジナルの脚本では「プリティ・ウーマン」ではなく、劇中で主人公がヒロインに提示した3000ドルの契約金に基づく「3000」という題名であったが、タッチストーン・ピクチャーズ社の幹部がサイエンス・フィクション映画のような響きだと異議を唱え「プリティ・ウーマン」に改題された。
当初、作品にはまったく異なる結末が用意されていた。『プリティ・ウーマン』ではエドワードとビビアンはリムジンでホテルを一緒に出発するが、オリジナルの脚本では、エドワードは彼女をビバリーヒルズの街角で降ろし単身でニューヨークへ帰ることになっていたのである。J.F.ロートンが書いた最初の脚本は今よりもずっと暗くて重たいものだった。実はヒロインは身体を壊し、オリジナルストーリーでは道端で最期を迎えることになっていた。本作の脚本は、少なくとも6回は書き直されたと言われている。
制作プロセスは深刻な危機に陥ることもあった。撮影を担当していたプロダクションは資金不足で作業を中止せざるを得なくなり、ディズニーが本企画を引き受けることを申し出た。ただし、元のストーリーではなくハッピーエンドに変えることが条件だった。こうして現在の明るいストーリーが誕生した。
当初ジュリア・ロバーツとリチャード・ギアはキャストに挙がっていなかった。プロデューサーは、二人の代わりにアル・パチーノやデンゼル・ワシントン、メグ・ライアンやミシェル・ファイファー等を考えていた。『ゴッドファーザー』で大成功を収めたアル・パチーノを主役のエドワードに、ダリル・ハンナをオファーした。しかし両者に出演を断られてしまった。一方、主役の男優オーディションにはジョン・トラボルタが、女優オーディションにはウィノナ・ライダーが参加したものの決定に至らなかった。リチャード・ギアもオファーを辞退しようと考えていた。それを電話でプロデューサーに伝えようとした時、ジュリア・ロバーツが「イエスと言って」と書いたメモを渡したと言われている。制作当時、ジュリア・ロバーツは23歳でリチャード・ギアは41歳だった。

## エピソード
- リチャード・ギアとジュリア・ロバーツが背中合わせに立つ国際版ポスターの写真は、二人の身長差があまりなくヒールのある膝上丈ブーツを履いているロバーツのほうがギアよりも高くなってしまいバランスが悪かったため、ハリウッドでは有名なボディダブル女優であるシェリー・ミッシェルで撮影を行い、ロバーツの頭部のみ合成したものである[5][6][7]。
- この映画の監督であるギャリー・マーシャルは、通りでゴミ箱をあさる浮浪者役でカメオ出演をしている。
- 撮影中、ジュリア・ロバーツは笑うシーンの演技にかなり苦労した。そのため監督はロバーツが昔のTV番組を視ている場面などで、彼女の足の裏をくすぐるなど、自然な笑顔を引き出すために思いつく限りの工夫をした。
- 差し出されたネックレスにヴィヴィアンが触れようとした瞬間、エドワードがケースを閉じる仕草で彼女を驚かせる。この有名なこのシーンは、実は脚本にはなかったという。リチャード・ギアがジョークで彼女を笑わせたのだが、そのリアクションがあまりにも魅力的だったため本編で採用することになった。
- エドワードとヴィヴィアンのベッドシーンで、ヴィヴィアンがエドワードのシャツを脱がせている途中で、一瞬エドワードのシャツもネクタイもはだけずに身に着けたままで、次のカットでははだけている、というものがあった。このシーンはダウトをさがせ!でクイズ問題として紹介された。
- ヴィヴィアンがバスタブでウォークマンを聴きながらプリンスの「Kiss」という曲を歌うシーン。ロバーツは同じフレーズを2回リピートして歌っている。原曲では1回だけなのだが、誰も気づかなかった。
- 衣装デザイナーののマリリン・ヴァンスは、ヒロインがポロへ出かけるときの白い水玉模様のブラウンのドレスは、実はロング丈でシャネルのヒールと合わせるつもりだったと告白している。しかし生地が足りなかったためドレスを膝丈にし、残りの生地で帽子を仕立てた。またオペラに出かけるシーンではさまざまな色のドレスを用意したそうだ。ヴァンスは最終的に赤か黒で迷った挙句、赤のドレスを選んだ。
- リチャード・ギアがピアノを弾くシーンの撮影にエキストラは必要なかった。ギアは実際にピアノを弾けたばかりか作曲の才もあり、このシーンのためにみずから作曲までしている。
- 製作当時、フェラーリとポルシェのどちらも『プリティ・ウーマン』に自社の車を登場させることを断ったという。最終的に、ビジネスマン役のリチャード・ギアが運転する車は1989年製のロータスエスプリSEとなった。

## 地上波放送履歴
| 回数  | テレビ局   | 番組名             | 放送日         | 吹替版       |
| ----- | ---------- | ------------------ | -------------- | ------------ |
| 初回  | フジテレビ | ゴールデン洋画劇場 | 1994年4月9日   | フジテレビ版 |
| 2回目 | TBS        | -                  | 1995年12月29日 | TBS版        |
| 3回目 | テレビ朝日 | 日曜洋画劇場       | 1997年5月18日  | テレビ朝日版 |
| 4回目 | 日本テレビ | 金曜ロードショー   | 1999年9月10日  | テレビ朝日版 |
| 5回目 | フジテレビ | ゴールデンシアター | 2002年9月28日  | フジテレビ版 |
| 6回目 | テレビ朝日 | 日曜洋画劇場       | 2009年9月6日   | テレビ朝日版 |
| 7回目 | 日本テレビ | 金曜ロードショー   | 2011年2月4日   | テレビ朝日版 |
| 8回目 | 日本テレビ | 金曜ロードショー   | 2023年3月3日   | テレビ朝日版 |

## ミュージカル版
2018年、本作のミュージカル版がブロードウェイにあるネダーランダー・シアターにて、7月20日にプレビュー公演、8月16日に本公演が開幕した。それ以前に3月13日から4月15日、シカゴにあるオリエンタル・シアターにて試験興行が行なわれた。ブライアン・アダムスとジム・ヴァランスが作詞作曲し、ゲイリー・マーシャルとJ・F・ロートンが脚本を執筆し、ジェリー・ミッチェルが演出および振付を担当した。シカゴおよびブロードウェイの公演において、サマンサ・バークスがヴィヴィアン役でブロードウェイ・デビューし、スティーヴ・ケイジーがエドワード役に配役された。2019年7月21日でバークスが降板し、翌日からジュリアン・ミューラーが後継し、『レント』で知られるブレナン・ハントがエドワード役を引き継いだ。オーフェがキット役、ジェイソン・デニーリーがフィリップ・スタッキー役、エリック・アンダーソンがトンプソン支配人役、キングスリー・レッグスがジェームズ・モース役に配役された。